# Le Mesnil-Durand
Le Mesnil-Durand (Ausspracheⓘ) ist eine ehemalige französische Gemeinde mit 302 Einwohnern (Stand: 1. Januar 2013) im Département Calvados in der Region Normandie.
Am 1. Januar 2016 wurde Le Mesnil-Durand im Zuge einer Gebietsreform zusammen mit 21 benachbarten Gemeinden als Ortsteil in die neue Gemeinde Livarot-Pays-d’Auge eingegliedert.

## Geografie
Le Mesnil-Durand liegt im Pays d’Auge. Rund 13 Kilometer nordnordöstlich des Ortes befindet sich Lisieux. Die Westgrenze Le Mesnil-Durands bildet die Vie.

## Bevölkerungsentwicklung
| Jahr                             | 1793 | 1836 | 1876 | 1926 | 1946 | 1975 | 1990 | 2013 |
| Einwohner                        | 343  | 542  | 372  | 345  | 355  | 288  | 302  | 302  |
| Quelle: Cassini, EHESS und INSEE |      |      |      |      |      |      |      |      |

## Sehenswürdigkeiten
- Kirche Saint-André aus dem 12. Jahrhundert, seit 1926 Monument historique[3]